# Тридцать шесть видов Фудзи (Хиросигэ)
«Тридцать шесть видов Фудзи» (яп. 富士三十六景) — название двух серий цветных гравюр японского художника Хиросигэ. Обе серии состоят из 36 гравюр, изображающих гору Фудзи с разных ракурсов. Первая серия гравюр, горизонтального формата, появилась в 1852 году. Вторая серия, с гравюрами вертикального формата, была издана в 1858 году после смерти художника. Несколько гравюр из этой серии исследователи приписывают ученику Хиросигэ, Хиросигэ II. 

## Галерея
| Гравюры из серии «Тридцать шесть видов Фудзи» 1858 года | Гравюры из серии «Тридцать шесть видов Фудзи» 1858 года | Гравюры из серии «Тридцать шесть видов Фудзи» 1858 года |
| ------------------------------------------------------- | ------------------------------------------------------- | ------------------------------------------------------- |
|                                                         |                                                         |                                                         |
|                                                         |                                                         |                                                         |